# مكتبة جامعة السلطان قابوس
مكتبة جامعة السلطان قابوس هي مكتبة الإيداع القانوني ومكتبة حقوق الطبع والنشر في عمان.

## وصلات خارجية
- الموقع الرسمي